# Registre/memòria(processadors)
Registre/memòria (en anglès Register/memory) és un tipus d'arquitectura de processadors que permet a la unitat ALU l'accés directe a la memòria del sistema.
L'arquitectura registre/memòria és usada per processadors tipus CISC (Intel x86, AMD)
Altrament, l'arquitectura Load/store (usada per processadors tipus RISC) la unitat ALU no pot accedir directament a memòria sense passar prèviament per un registre.